# Triunghi dreptunghic

Un triunghi dreptunghic: latura c este ipotenuza, iar laturile a și b sunt catetele.

În geometria plană, un triunghi dreptunghic este  triunghiul care are un unghi drept (π/2 radiani sau 90°). Latura opusă unghiului drept se numește ipotenuză și este cea mai mare. Celelalte două laturi se numesc catete.

## Date generale
- Suma celor două unghiuri ascuțite este egală cu 90°.
- Lungimea medianei corespunzătoare ipotenuzei este egală cu jumătate din lungimea ipotenuzei.
- Orice triunghi dreptunghic se înscrie într-un cerc cu centrul la mijlocul ipotenuzei.
- Orice triunghi dreptunghic are ortocentrul în vârful unghiului drept.

## Teoremele înălțimii

### Prima teoremă a înălțimii

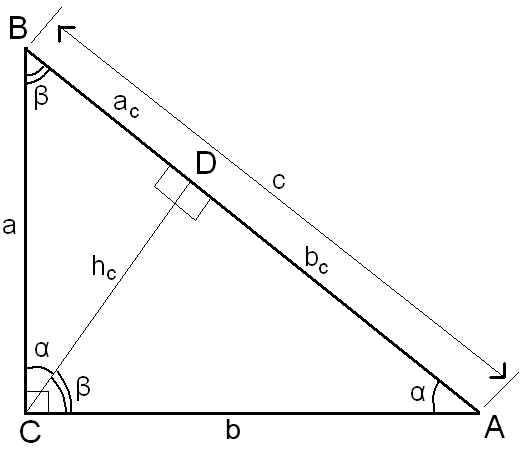
Notații pentru teoremele enunțate.

Într-un triunghi dreptunghic, lungimea înălțimii corespunzătoare ipotenuzei este media geometrică a lungimilor proiecțiilor catetelor pe ipotenuză.
{\displaystyle CD={\sqrt {AD\cdot BD}}}   sau
{\displaystyle CD^{2}=AD\cdot BD}
unde CD este înălțimea corespunzatoare ipotenuzei, iar AD și BD sunt proiecțiile catetelor pe ipotenuză (v. figura alăturată).

### A doua teoremă a înălțimii
Produsul înălțimii corespunzătoare ipotenuzei cu ipotenuza este egal cu produsul catetelor,
adică dacă ABC este un triunghi dreptunghic cu C=90° (v. figura alăturată), iar CD este perpendiculară pe AB, există relația:
{\displaystyle CD\cdot AB=AC\cdot BC}
Din care rezultă că lungimea înălțimii CD este egală cu raportul dintre produsul catetelor și ipotenuză:
{\displaystyle CD={\dfrac {AC\cdot BC}{AB}}}

## Teorema catetei
În triunghiul dreptunghic fiecare catetă este egală cu media geometrică dintre ipotenuză și proiecția catetei pe ipotenuză.
Fie triunghiul ABC cu C=90° și CD perpendiculara pe AB (v. figurile de mai sus). Există relația:
{\displaystyle BC^{2}=AB\cdot BD}   sau
{\displaystyle BC={\sqrt {AB\cdot BD}}}

## Unghiuri

### Teorema unghiului de 45°
Într-un triunghi dreptunghic cu un unghi de 45° lungimea înălțimii corespunzătoare ipotenuzei este jumătate din ipotenuză.

### Teorema unghiului de 30°
Într-un triunghi dreptunghic ce are un unghi de 30°, lungimea catetei ce se opune acestui unghi este egală cu jumătate din lungimea ipotenuzei.

### Teorema unghiului de 15°
Într-un triunghi dreptunghic cu un unghi de 15°, lungimea înălțimii opuse unghiului de 15° este un sfert din lungimea ipotenuzei.

## Formule de calcul ale ariei
- Într-un triunghi dreptunghic aria este egală cu semiprodusul catetelor.

## Teorema lui Pitagora

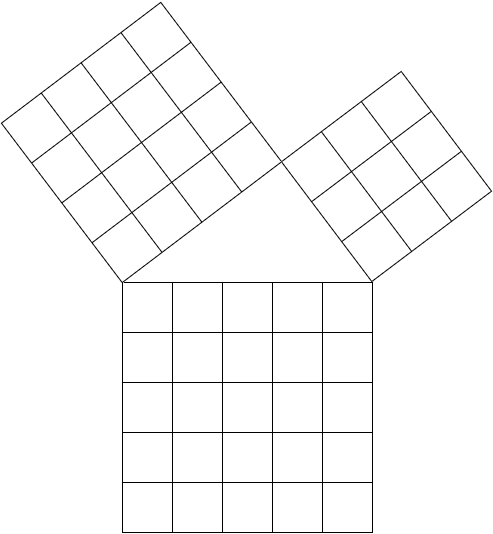
Ilustrarea teoremei lui Pitagora

Teorema lui Pitagora: „suma pătratelor lungimilor catetelor este egală cu pătratul lungimii ipotenuzei”. Aceasta poate fi reprezentată în triunghiul dreptunghic ABC, AB fiind ipotenuza, iar C unghiul drept (v. notațiile din figurile de mai sus). Teorema lui Pitagora spune că:
{\displaystyle AB^{2}=AC^{2}+BC^{2}}

## Raporturi constante între elementele unui triunghi dreptunghic
Raporturile constante în triunghiul dreptunghic sunt: sinusul, cosinusul, tangenta, cotangenta. Acestea se mai numesc și funcții trigonometrice.
{\displaystyle \sin X={\frac {\text{Cateta Opusa}}{\text{Ipotenuza}}}}
{\displaystyle \cos X={\frac {\text{Cateta Alaturata}}{\text{Ipotenuza}}}}
{\displaystyle \operatorname {tg} X={\frac {\text{Cateta Opusa}}{\text{Cateta Alaturata}}}}
{\displaystyle \operatorname {ctg} X={\frac {\text{Cateta Alaturata}}{\text{Cateta Opusa}}}}
Fie X măsura unui unghi, iar (90°-X) măsura complementului său. Atunci au loc următoarele relații:
{\displaystyle \sin X=\cos(90^{\circ }-X)\!}
{\displaystyle \cos X=\sin(90^{\circ }-X)\!}
{\displaystyle \operatorname {tg} X=\operatorname {ctg} (90^{\circ }-X)\!}
{\displaystyle \operatorname {ctg} X=\operatorname {tg} (90^{\circ }-X)\!}

### Valori ale funcțiilor trigonometrice pentru măsurile unghiurilor de 0°, 30°, 45°, 60° și 90°
|     | {\displaystyle 0^{\circ }(0)} | {\displaystyle 30^{\circ }\left({\frac {\pi }{6}}\right)} | {\displaystyle 45^{\circ }\left({\frac {\pi }{4}}\right)} | {\displaystyle 60^{\circ }\left({\frac {\pi }{3}}\right)} | {\displaystyle 90^{\circ }\left({\frac {\pi }{2}}\right)} |
| sin | {\displaystyle 0}             | {\displaystyle {\frac {1}{2}}}                            | {\displaystyle {\frac {\sqrt {2}}{2}}}                    | {\displaystyle {\frac {\sqrt {3}}{2}}}                    | {\displaystyle 1}                                         |
| cos | {\displaystyle 1}             | {\displaystyle {\frac {\sqrt {3}}{2}}}                    | {\displaystyle {\frac {\sqrt {2}}{2}}}                    | {\displaystyle {\frac {1}{2}}}                            | {\displaystyle 0}                                         |
| tg  | {\displaystyle 0}             | {\displaystyle {\frac {\sqrt {3}}{3}}}                    | {\displaystyle 1}                                         | {\displaystyle {\sqrt {3}}}                               | -                                                         |
| ctg | -                             | {\displaystyle {\sqrt {3}}}                               | {\displaystyle 1}                                         | {\displaystyle {\frac {\sqrt {3}}{3}}}                    | {\displaystyle 0}                                         |
| --- | ----------------------------- | --------------------------------------------------------- | --------------------------------------------------------- | --------------------------------------------------------- | --------------------------------------------------------- |

### Relații
{\displaystyle \sin 30^{\circ }=\cos 60^{\circ }={\frac {1}{2}}}      {\displaystyle \cos 30^{\circ }=\sin 60^{\circ }={\frac {\sqrt {3}}{2}}}
{\displaystyle \operatorname {tg} 30^{\circ }=\operatorname {ctg} 60^{\circ }={\frac {\sqrt {3}}{3}}}      {\displaystyle \operatorname {ctg} 30^{\circ }=\operatorname {tg} 60^{\circ }={\sqrt {3}}}
{\displaystyle \sin 45^{\circ }=\cos 45^{\circ }={\frac {\sqrt {2}}{2}}}
{\displaystyle \operatorname {tg} 45^{\circ }=\operatorname {ctg} 45^{\circ }=1\!}
{\displaystyle \sin 0^{\circ }=\cos 90^{\circ }=0}      {\displaystyle \cos 0^{\circ }=\sin 90^{\circ }=1}
{\displaystyle \operatorname {tg} 0^{\circ }=\operatorname {ctg} 90^{\circ }=0}      {\displaystyle \operatorname {ctg} 0^{\circ }=\operatorname {tg} 90^{\circ }=\infty }

### Formule trigonometrice
{\displaystyle \operatorname {tg} X={\frac {\sin X}{\cos X}}}
{\displaystyle \operatorname {ctg} X={\frac {\cos X}{\sin X}}}
{\displaystyle \operatorname {tg} X={\frac {1}{\operatorname {ctg} X}}}
{\displaystyle \operatorname {tg} X\cdot \operatorname {ctg} X=1}
Formula fundamentală a trigonometriei
{\displaystyle \sin ^{2}X+\cos ^{2}X=1\!}

## Proprietățile afixelor vârfurilor
Fie {\displaystyle z_{1},z_{2},z_{3}\in C} astfel încât {\displaystyle |z_{1}|=|z_{2}|=|z_{3}|=r},unde {\displaystyle r\in [0,\infty )}.Următoarele afirmații sunt echivalente:
(a){\displaystyle |z_{1}+z_{2}+z_{3}|=r};
(b){\displaystyle |z_{1}-z_{2}|^{2}+|z_{2}-z_{3}|^{2}+|z_{3}-z_{1}|^{2}=8r^{2}};
(c){\displaystyle |z_{1}+z_{2}|^{2}+|z_{2}+z_{3}|^{2}+|z_{3}+z_{1}|^{2}=4r^{2}} ;
(d)Dacă notăm :{\displaystyle w_{1}=z_{2}+z_{3},w_{2}=z_{1}+z_{3},w_{3}=z_{1}+z_{2}},atunci {\displaystyle w_{i}\cdot {\overline {w}}_{j}+w_{j}\cdot {\overline {w}}_{i}=0},pentru orice {\displaystyle 1\leq i<j\leq 3};
(e){\displaystyle (z_{1}+z_{2})(z_{2}+z_{3})(z_{3}+z_{1})=0};